# Brian Krause
Brian Jeffrey Krause (* 1. února 1969 El Toro, Kalifornie) je americký herec, nejlépe známý pro roli Lea Wyatta v seriálu Čarodějky.

## Životopis
Narodil se a vyrůstal v jižní Kalifornii. Má bratra Patricka a se svou bývalou ženou Beth Bruceovou syna Jamese, který se narodil v roce 1996. Rád hraje golf, tenis, basketball a scrabble. Dva roky také chodil se svou spoluherečkou z Čarodějek Alyssou Milano. Nejdříve chtěl být sportovním lékařem a fotbalistou, ale kvůli zranění začal chodit na hodiny herectví, u kterého zůstal. Než ale prorazil vystřídal několik zaměstnání. Získal hlavní roli ve filmu Návrat do Modré laguny, známým se stal až díky Čarodějkám, objevil se také v Kriminálce Miami.

## Filmografie

### Film
| Rok  | Název                           | Role                 | Poznámky            |
| ---- | ------------------------------- | -------------------- | ------------------- |
| 1991 | An American Summer              | Joey                 |                     |
| 1991 | Návrat do Modré laguny          | Richard Lestrange    |                     |
| 1991 | Rozhodnutí                      | Tim Mitchell         |                     |
| 1992 | Sleepwalkers                    | Charles Brady        |                     |
| 1993 | The Liars' Club                 | Pat                  |                     |
| 1995 | Experiment                      | Edward               |                     |
| 1995 | 919 Fifth Avenue                | soudce Van Degen     |                     |
| 1995 | Extreme Blue                    | Bart                 |                     |
| 1995 | Srdce má oči                    | Clay Nelson          |                     |
| 1996 | Hra myšlenek                    | Matt Jarvis          |                     |
| 1998 | Get a Job                       | Mike                 |                     |
| 1999 | Dreamers                        | Pete                 |                     |
| 1999 | Trash                           | Will Fowler          |                     |
| 2000 | The Party                       | The Husband          |                     |
| 2001 | Srub u jezera 2                 | Mike Helton          |                     |
| 2005 | In the Blink of an Eye          | Jay                  |                     |
| 2007 | Jízda s Elvisem                 | Jeff                 |                     |
| 2008 | Jack Rio                        | Billy Rafferty       |                     |
| 2008 | Váleční ptáci                   | Jack Toller          |                     |
| 2008 | Vraždící loutka                 | detektiv             |                     |
| 2008 | Loch-ness teror                 | James Murphy         |                     |
| 2008 | The Thacker Case                | Jason Michaels       |                     |
| 2008 | A Seductress in My Blouse       | Michael Taylor       |                     |
| 2009 | Desertion                       | Brandon              |                     |
| 2009 | Není kam se schovat             | Edward Crane         |                     |
| 2009 | Nenasytný parazit               | Marco                |                     |
| 2009 | 2012: Supernova                 | Kelvin               |                     |
| 2009 | The Gods of Circumstance        | Jim Jeff Jones       |                     |
| 2009 | Hospital Daughter               | Dr. Tyler Stevenson  |                     |
| 2010 | The Secrets of Valleyoaks Cave  | Jason Patterson      |                     |
| 2010 | TBK: The Toolbox Murders        | Detective Shane Cole |                     |
| 2010 | You're So Cupid                 | Daniel Valentine     |                     |
| 2010 | Breaking into Hell              | Dale Wilkinson       |                     |
| 2010 | Cyrus                           | Cyrus Dancer         |                     |
| 2011 | Pavouci útočí                   | kapitán Sturges      |                     |
| 2012 | The Unknown                     | Paul Baker           |                     |
| 2012 | Gemini Rising                   | Plummer              |                     |
| 2013 | Rudé nebe                       | Michael Banks        |                     |
| 2013 | Haunted Maze                    | Benedict Killer      |                     |
| 2013 | Coffin Baby                     | detektiv Cole        |                     |
| 2013 | The Studio Club                 | Matt Forester        | také režisér        |
| 2013 | Ben and Becca                   | Ben                  | krátkometrážní film |
| 2013 | Don't Shoot! I'm the Guitar Man | Jagger               |                     |
| 2013 | Christmas for a Dollar          | William Kamp         |                     |
| 2013 | Poseidon Rex                    | Jackson Slate        |                     |
| 2015 | Plan 9                          | Jeff Trent           |                     |
| 2016 | House of Purgatory              | ošetřovatel          |                     |
| 2016 | Planetární masakr               | Danny                |                     |
| 2017 | Be Afraid                       | Dr. John Chambers    |                     |
| 2018 | Cucuy: The Boogeyman            | Kieran Martin        |                     |
| 2018 | Underdog                        | Dallas               |                     |
| 2019 | The Demonologist                | Damian               |                     |
| 2019 | Trauma Therapy                  | Arthur               |                     |
| 2019 | Peter Pan, Land of Forever      | Damian Salt          |                     |
| 2019 | Jessica Frost                   | Don                  |                     |

### Televize
| Rok       | Název                   | Role                  | Poznámky                     |
| --------- | ----------------------- | --------------------- | ---------------------------- |
| 1989      | Highway to Heaven       | chlapec č. 2          | díl: „Goodbye, Mr. Zelinka“  |
| 1989      | Match Point             | Bart                  | TV film                      |
| 1990      | Ann Jillian             | Tom                   | 2 díly                       |
| 1990      | CBS Schoolbreak Special | Matt Henderson        | díl: „American Eyes“         |
| 1993      | Příběhy ze záhrobí      | Tex Crandall          | Episode: "House of Horror"   |
| 1994      | Rodinné album           | Greg Thayer           | TV film                      |
| 1994      | Bandit's Silver Angel   | Lynn                  | TV film                      |
| 1994      | Beauty and the Bandit   | Lynn                  | TV film                      |
| 1994      | Bandit Bandit           | Lynn                  | TV film                      |
| 1994      | Bandit Goes Country     | Lynn                  | TV film                      |
| 1995      | Walker, Texas Ranger    | Billy Kramer          | díl: „Collision Course“      |
| 1996      | High Tide               | Scott Wilson          | díl: „Killshot“              |
| 1997–1998 | Another World           | Matt Cory             | hlavní role,                 |
| 1998–2006 | Čarodějky               | Leo Wyatt             | hlavní role, 144 dílů        |
| 2006      | Nebezpečné pouto        | David                 | TV film                      |
| 2007      | Kriminálka Miami        | Robert Whitten        | díl: „Celebrita z internetu“ |
| 2007      | Ďáblův deník            | otec Mark Mulligan    | TV film                      |
| 2008      | Closer                  | Tom Merrick           | díl: „Controlled Burn“       |
| 2008      | Šílenci z Manhattanu    | Kess                  | díl: „Král hor“              |
| 2010      | Castle na zabití        | otec Aaron Row        | díl: „Lovci pokladů“         |
| 2010      | Next Stop Murder        | Jeff                  | TV film                      |
| 2012      | Stalked at 17           | Mark                  | TV film                      |
| 2012      | Smrtelná spravedlnost   | detektiv Frank Neaman | TV film                      |
| 2014      | Expecting Amish         | Pan Yoder             | TV film                      |
| 2016      | His Double Life         | Scott/Gregg           | TV film                      |
| 2016      | Turn Back Time          | Trevor Haas           | 9 dílů                       |
| 2017      | Ďábelská dohoda         | detektiv Marc         | TV film                      |
| 2017      | A Woman Deceived        | detektiv Morrison     | TV film                      |
| 2018      | Dynasty                 | George                | díl: „The Butler Did It“     |
| 2018      | First List              | Robert                | hlavní role                  |
| 2018      | Party Mom               | Gary Thompson         | TV film                      |

### Videohry
| Rok  | Název               | Role          |
| ---- | ------------------- | ------------- |
| 2004 | Kriminálka New York | Robert Winton |
| 2011 | L.A. Noire          | Clem Feeney   |